# Phostria leucophasma
Phostria leucophasma là một loài bướm đêm trong họ Crambidae.